# 维特尔斯霍芬
维特尔斯霍芬是德国巴伐利亚州的一个市镇。总面积24.23平方公里，总人口1252人，其中男性639人，女性613人（2011年12月31日），人口密度52人/平方公里。